# Aldo Torti
Aldo Torti (... – 1966) è stato un judoka e dirigente sportivo italiano.

## Biografia
Durante il III Congresso della FIAP, tenuto a Genova nel 1948, nacque in seno alla federazione il Gruppo Autonomo Lotta Giapponese. Aldo Torti ne divenne il presidente il 14 novembre nell'assemblea del GALG svoltasi a Roma.
In veste di responsabile del judo italiano Torti partecipa il 29 ottobre 1949 al secondo congresso dell'UEJ a Bloomendaal . Torti venne eletto presidente dell'European Judo Union, succedendo al britannico Trevor P. Legget  e la sede viene spostata a Roma.
Nel 1951 ha dovuto lasciare l'incarico continentale perché  fu eletto il primo presidente della International Judo Federation.
Torti fu presidente della IFJ per un solo anno, infatti nel 1952 , si è dimesso per favorire l'ascesa di Risei Kanō (figlio di Jigorō Kanō, il fondatore del Judo ).
Morì nel 1966 e il Trofeo Nazionale di Judo per Speranze e Juniores venne intitolato al suo nome.